# Бианка Ланча
Вижте пояснителната страница за други личности с името Бианка.
Бианка Ланча/Ланца, известна и като Бианка д'Аляно и понякога като Беатриче (на италиански: Bianca Lancia, o Lanza, Bianca d'Agliano; * ок. 1200/1210 в Аляно Терме, † ок. 1244/1248, Джоя дел Коле или Монте Сант'Анджело) е италианска благородничка, и от 1227 г. до смъртта си метреса и вероятна съпруга на император Фридрих II Хоенщауфен. 
Както името „Бианка“, така и вероятната принадлежност към Ланча са резултат от предполагаеми хипотези.

## Произход
Бианка Ланча вероятно е родена в Южна Италия. Според противоречивите източници от онова време тя принадлежи към алерамическото благородническо семейство Ланча по майчина линия; може би е дъщеря на Бонифаций I д'Аляно, граф на Аляно, граф на Минео и владетел на Патерно, и на Бианка Ланча (дъщеря на пиемонтския маркиз Манфреди I Ланча). Съществува и хипотезата, че принадлежи към семейство Малета и е  сестра на Манфреди Малета.
Както Ланча, така и Аляно, аристократични гибелински семейства от Пиемонт, сега изместени от властта от възхода на свободните комуни, търсят по-добро положение в Сицилианското кралство на младия Федерико II. Манфреди II Ланча, вуйчото на Бианка, се премества да последва Федерико II в средата на 20-те години. 
Според други източници (P. Viarengo) Бианка Ланча и нейният брат Манфреди са деца на великия Манфредо Ланча, наречен така, защото в младостта си е бил копиеносец (lancifero) на императора. Когато Манфредо умира през 1214 г., съпругата му се омъжва повторно за Боемондо ди Монкуко, благородник от района на Асти, господар на Аляно. Следователно Бианка и нейният брат Манфреди вероятно произлизат от Северна Италия.
Генеалогът от XVII век Филаделфо Муньос обаче смята, че тя е дъщеря на Корадо Ланча от херцозите на Бавария, граф на Фонди, измислен герой, посочен във фалшива диплома на Робер Гискар, и сестра на Галвано Ланча, господар на Броло и барон на Лонги, родоначалник на всички Сицилиански Ланци.

## Биография
Бианка може би е живяла на млада възраст между стените на замъка Ланча в Броло и след това много вероятно в имението на Патерно и може би в това на Джоя дел Коле.
Връщайки се от Палестина, император Фридрих II, искайки да шпионира ходовете на възстановената Ломбардска лига, остава в Северна Италия и среща красивата Бианка в Аляно. След като се влюбва лудо в нея, той ѝ казва, че е вдовец от Йоланда от Бриен, от която всъщност живее отделно. От съюза на двамата се раждат две дъщери и син Манфред, бъдещ принц на Таранто, а след това крал на Сицилия. От 1225 г. Бианка поддържа незаконна връзка с Фридрих II.
Хрониката на Салимбене де Адам споменава за таен брак на Бианка с Фридрих II, а хронистът Матей Парижки съобщава, че със сигурност след 1247 г., тежко болната (или преструвайки се на такава) Бианка моли суверена да се ожени за нея на смъртното ѝ легло за спасението на душата и за бъдещето на децата им. Фридрих се съгласява на този съюз. Изключително вероятно е Бианка да е починала преди съпруга си (около 1248 г.), тъй като още година по-рано Манфред е посочен като „Манфредус Ланцеа“ (той все още не е легитимиран), докато в бащиното завещание от 1250 г. фигурира сред получателите на Honor Montis Sancti Angeli, традиционната зестра на кралиците и очевидно присъдена на Бианка по време на брака ѝ на смъртния ѝ одър няколко месеца по-рано. Тъй като английската императрица Изабела вече е починала (1241 г.), Бианка всъщност е получила феодалното владение на бившата византийска крепост Монте Сант'Анджело – Honor Montis Sancti Angeli, включително градовете Виесте и Сипонто, в дар на всички кралиците на Сицилия по завещанието на сицилийския крал Вилхелм II.
Бианка е погребана в църквата на Джоя дел Коле близо до Таранто.

## Брак и потомство
∞ 1244 вероятно за император Фридрих II фон Хоенщауфен (* 26 декември 1194, Йези; † 13 декември 1250, Фиорентино ди Пулия), от когото има един син и две дъщери:
- Констанца (Анна) фон Хоенщауфен (* 1230/1232 † април 1307), ∞ 1244 за никейския император Йоан III Дука Ватаций (* 1192, Димотика, †3 ноември 1254, Невеска), от когото няма деца;
- Манфред фон Хоенщауфен (* 1232, Веноза; † 26 февруари 1266, Беневенто), от 1258 г. крал на Сицилия; ∞ 1. за Беатрис, дъщеря на Амадей IV, граф на Савоя, от която има една дъщеря 2. за Елена Ангелина Дукина, дъщеря на Михаил II Комнин, деспот на Епир, от която има трима сина и една дъщеря;
- Виоланта фон Хоенщауфен (* пр. 1233 † сл. лятото 1264), ∞ ок. 1245 за Рикардо Сансеверино (* 1220 † 1267), граф на Казерта, от когото има един син.

## В културата
Според легендата Бианка е била затворена от ревнивия император в замъка Монте Сант'Анджело и е починала там, вероятно от самоубийство. Същата история се предава по отношение на крепостта Джоя дел Коле, където се твърди, че тя е била заключена от императора, защото е извършила прелюбодеяние.
Любовната история между Бианка Ланча и император Фридрих II е разказана в романа на Лаура Манчинели „Очите на императора“ (Gli occhi dell'imperatore). Манчинели обаче следва версията на „Хрониката“ на Салимбене де Адам, според която бракът е бил сключен малко преди смъртта на императора, в края на 1250 г.
Бианка Ланча се споменава в песента Biancalancia на италианския дует RaestaVinvE, съдържаща се в едноименния миниалбума Biancalancia .